# 王宁 (1952年)
王宁（1952年2月—），男，汉族，山西太原人，中华人民共和国政治人物，曾任山西省政协副主席，中国民主建国会中央委员会常务委员，山西省委员会主任委员。